# Euchirus dupontianus
Euchirus dupontianus är en skalbaggsart som beskrevs av Hermann Burmeister 1841. Euchirus dupontianus ingår i släktet Euchirus och familjen Euchiridae. Inga underarter finns listade i Catalogue of Life.